# (46702) Linapucci
(46702) Linapucci est un astéroïde de la ceinture principale.

## Description
(46702) Linapucci est un astéroïde de la ceinture principale. Il fut découvert le 28 février 1997 à Montelupo par Maura Tombelli et Giuseppe Forti. Il présente une orbite caractérisée par un demi-grand axe de 2,29 UA, une excentricité de 0,14 et une inclinaison de 6,1° par rapport à l'écliptique.

## Compléments